# Cantó de Brest-Centre
El cantó de Brest-Centre (bretó Kanton Brest-Kreiz-kêr) és una antiga divisió administrativa francesa situat al departament de Finisterre a la regió de Bretanya. Va existir de 1973 a 2015.

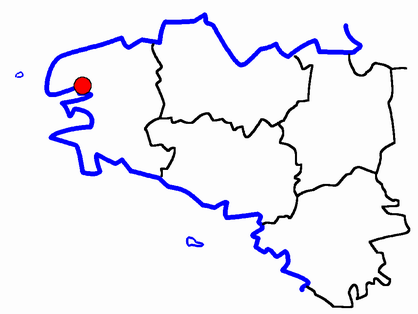
Situació del cantó

## Composició
El cantó aplega el barri del centre de la ciutat de Brest.

## Història
| Data d'elecció | Identitat          | Partit | Qualitat |
| -------------- | ------------------ | ------ | -------- |
| 1973-1988      | Michel de Bennetot | RPR    |          |
| 1988-2008      | Yannick Marzin     | UMP    |          |
| 2008-2015      | Reza Salami        | PS     |          |